# Liste des Premiers ministres de Tanzanie
Voici la liste des premiers ministres de Tanzanie, depuis la création de ce poste le 17 février 1972.
| Mandat                              | Nom                   | Parti | Notes    |
| ----------------------------------- | --------------------- | ----- | -------- |
| 17 février 1972 - 13 février 1977   | Rashidi Kawawa (en)   | TANU  |          |
| 13 février 1977 - 7 novembre 1980   | Edward Sokoine (en)   | CCM   | 1re fois |
| 7 novembre 1980 - 24 février 1983   | Cleopa Msuya          | CCM   | 1re fois |
| 24 février 1983 - 12 avril 1984     | Edward Sokoine (en)   | CCM   | 2e fois  |
| 24 avril 1984 to 5 novembre 1985    | Salim Ahmed Salim     | CCM   |          |
| 5 novembre 1985 - 9 novembre 1990   | Joseph Sinde Warioba  | CCM   |          |
| 9 novembre 1990 - 7 décembre 1994   | John Malecela (en)    | CCM   |          |
| 7 décembre 1994 - 28 novembre 1995  | Cleopa Msuya          | CCM   | 2e fois  |
| 28 novembre 1995 - 30 décembre 2005 | Frederick Sumaye (en) | CCM   |          |
| 30 décembre 2005 - 9 février 2008   | Edward Lowassa        | CCM   |          |
| 9 février 2008 - 20 novembre 2015   | Mizengo Pinda         | CCM   |          |
| Depuis le 20 novembre 2015          | Kassim Majaliwa       | CCM   |          |